# Idiostrangalia angustissima
Idiostrangalia angustissima är en skalbaggsart som först beskrevs av J. Linsley Gressitt 1935.  Idiostrangalia angustissima ingår i släktet Idiostrangalia och familjen långhorningar.
Artens utbredningsområde är Taiwan. Inga underarter finns listade i Catalogue of Life.